# Jan Lipski z Goraja
Jan Lipski z Goraja lub z Lipska herbu Korczak (ur. w XVI w., zm. między 1613–1617) – chorąży chełmski (1585), podczaszy chełmski (1588), podkomorzy bełski (1596–1613), kasztelan bełski (1613).

## Życiorys
Pierwsza znana funkcja dygnitarska, którą pełnił Jan Lipski pochodzi z 1585 roku, był on wówczas chorążym chełmskim. Trzy lata później, w 1588 roku, był już podczaszym chełmskim. W latach 1596–1613 sprawował stanowisko podkomorzego bełskiego, a w 1613 r. miał być rzekomo mianowany kasztelanem bełskim.
Był posłem województwa bełskiego na sejm koronacyjny 1576 roku, sejm 1585 roku oraz sejm 1593 roku. 

### Życie prywatne
Ojcem Jana był Stanisław Lipski, matką zaś nieznana z herbu Barbara Udrycka. Z małżeństwa rodziców miał brata Mikołaja.
Około 1560 roku wziął ślub ze współwyznawczynią Anną Słupecką, kasztelanką lubelską, córką Stanisława. Miał z nią sześcioro dzieci; Gryzeldę, Stanisława, Jana, Zbigniewa, Adama i Feliksa.
Był wyznawcą kalwinizmu.